# Hulha Negra
Hulha Negra är en kommun i Brasilien.   Den ligger i delstaten Rio Grande do Sul, i den södra delen av landet, 1 900 km söder om huvudstaden Brasília. Antalet invånare är 6 048.
Trakten runt Hulha Negra består i huvudsak av gräsmarker. Runt Hulha Negra är det mycket glesbefolkat, med 5 invånare per kvadratkilometer.